# Peracarida
Super-ordre
Les Peracarida (péricarides en français) sont un super-ordre de crustacés malacostracés marins, dulçaquicoles ou terrestres, comprenant notamment les amphipodes (dont les puces de mer) et les isopodes (dont les cloportes). Ce taxon se caractérise par la présence d'un marsupium (un sac abdominal abritant les œufs) formé par les oostégites, les parties plates et évasés des segments proximaux des pattes. Les péricarides forment l'un des taxons les plus nombreux, avec environ 12 000 espèces. La plupart mesurent moins de 2 cm mais certaines peuvent être bien plus grandes comme le bathynome géant qui peut atteindre plusieurs dizaines de centimètres.
La dénomination et la définition des péricarides ont été créés par William Thomas Calman (1871-1952) en 1904 par distinction avec le super-ordre des eucarides (εὖ-, vrai, et καρίς, crevette, en grec ancien) qui regroupe les principales espèces de crevettes qui sont des crustacés décapodes. Les thermosbaenacés, autrefois considéré comme formant le super-ordre Pancarida a été réintégré comme un ordre sous les Peracarida.

## Liste des ordres
Selon World Register of Marine Species (7 mars 2017) :
- Amphipoda Latreille, 1816 - amphipodes
- Bochusacea
- Cumacea Krøyer, 1846 - cumacés
- Isopoda Latreille, 1817 - isopodes
- Lophogastrida Sars, 1870 - lophogastrides
- Mictacea Bowman, Garner, Hessler, Iliffe & Sanders, 1985 - mictacés
- Mysida Haworth, 1825 - mysidacés
- Pygocephalomorpha †
- Spelaeogriphacea Gordon, 1957 - spelaeogriphacés
- Stygiomysida Tchindonova, 1981 - stygiomysides
- Tanaidacea Dana, 1849 - tanaidacés
- Thermosbaenacea Monod, 1927 - thermosbaenacés

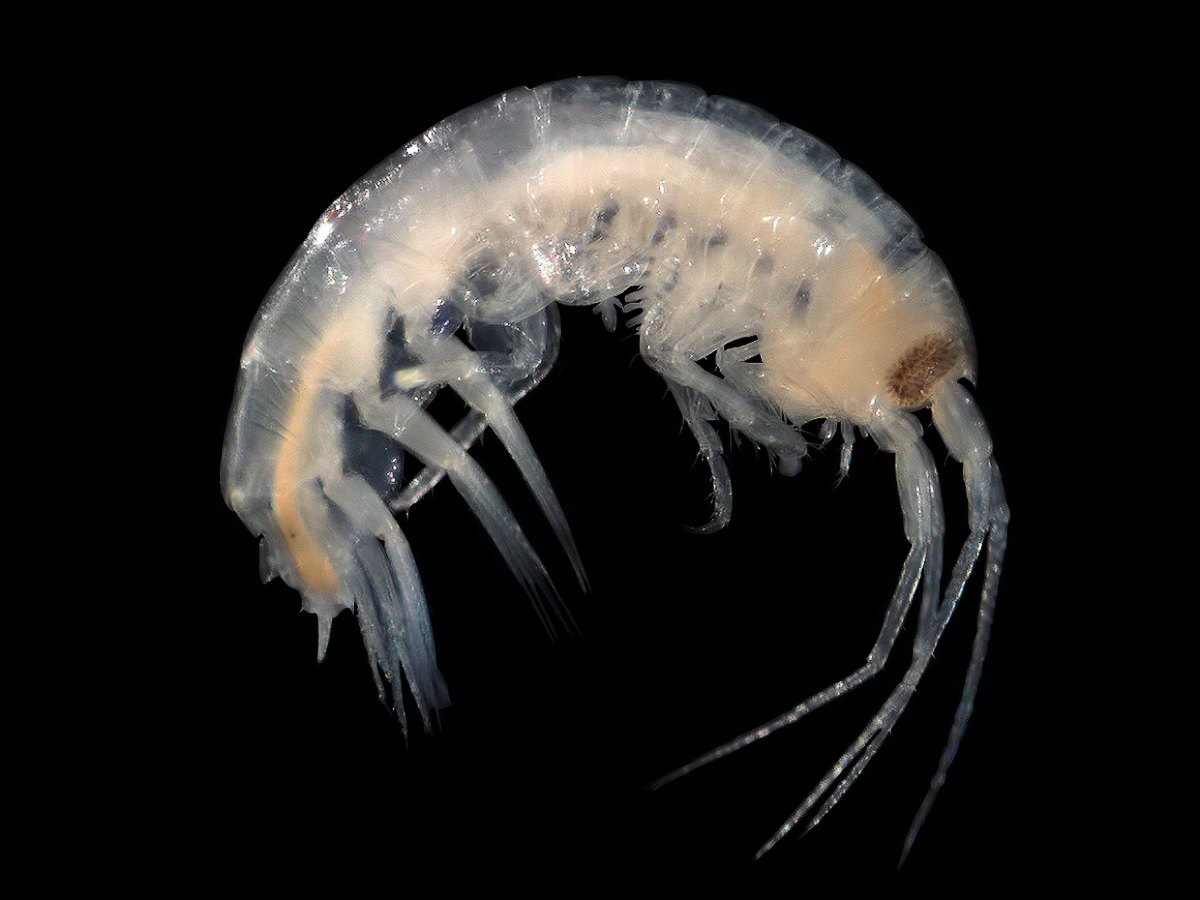
Atylus swammerdami (Amphipoda)
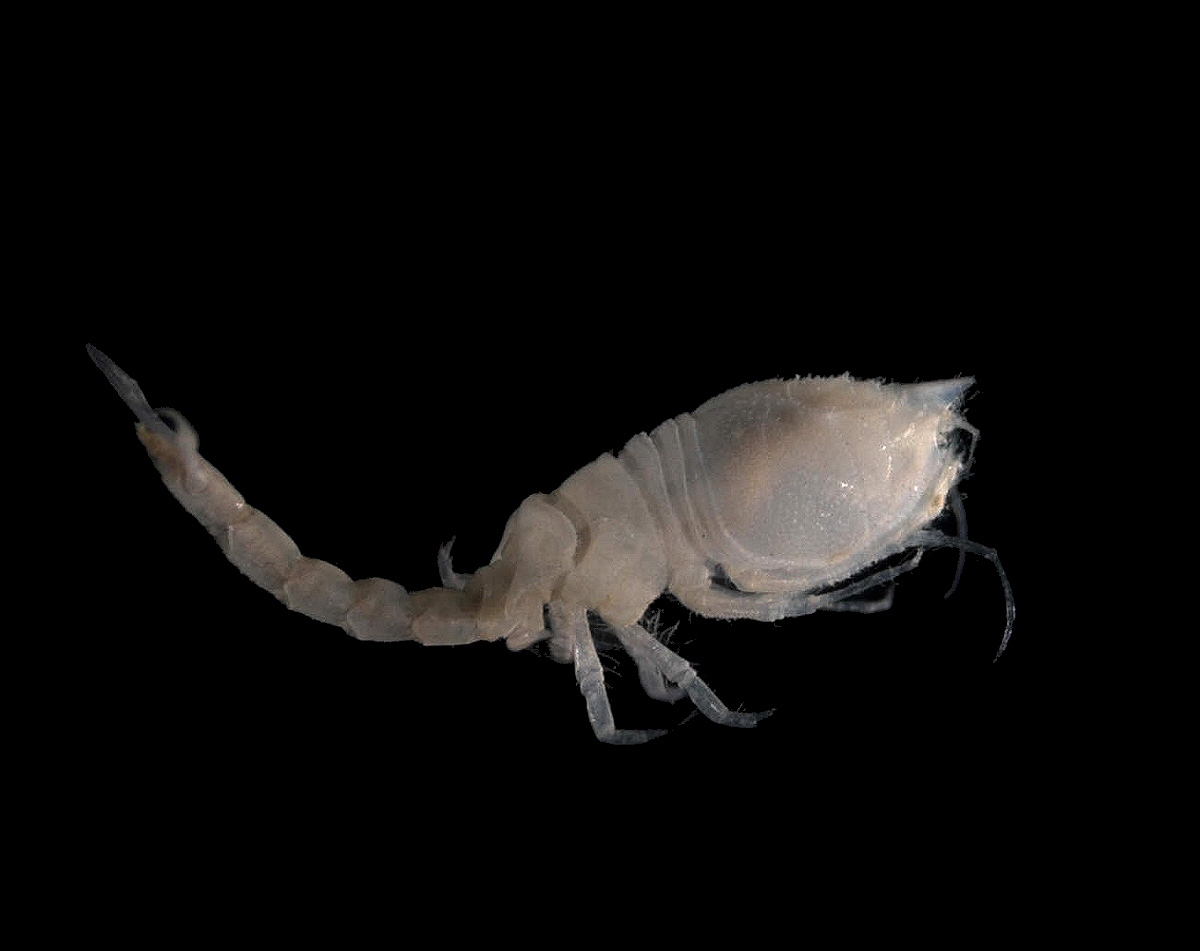
Diastylis bradyi (Cumacea)
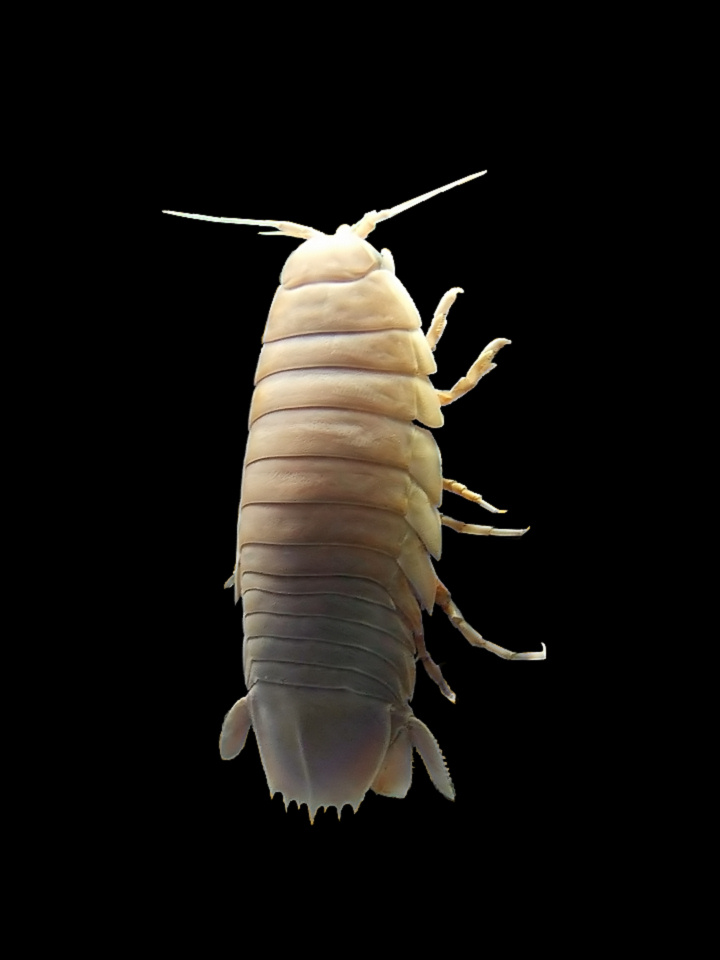
Bathynomus doederleinii (Isopoda)
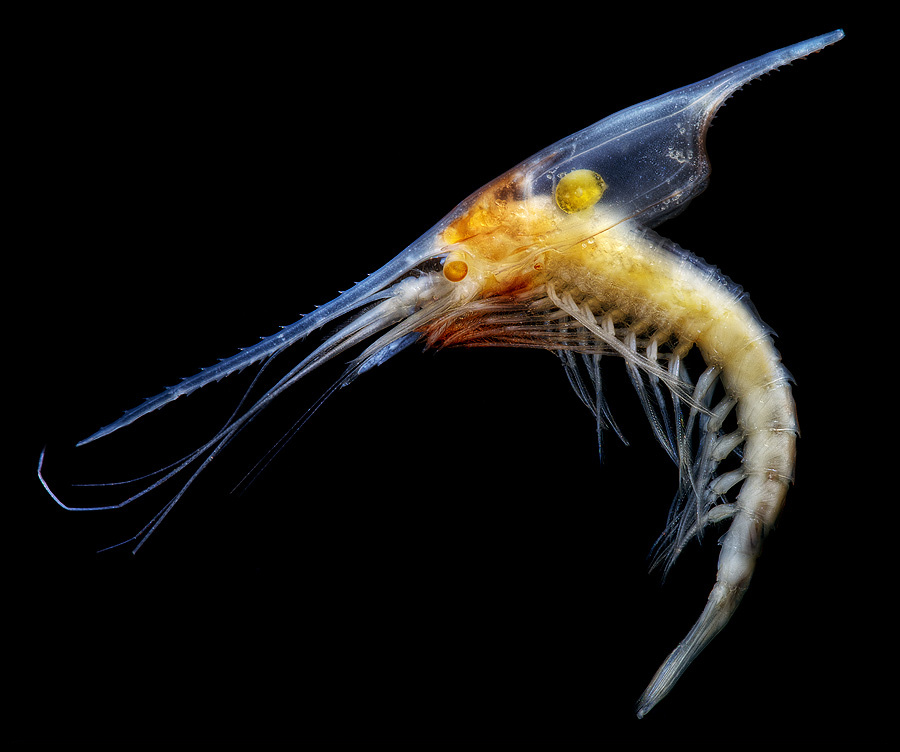
Gnathophausia zoea (Lophogastrida)
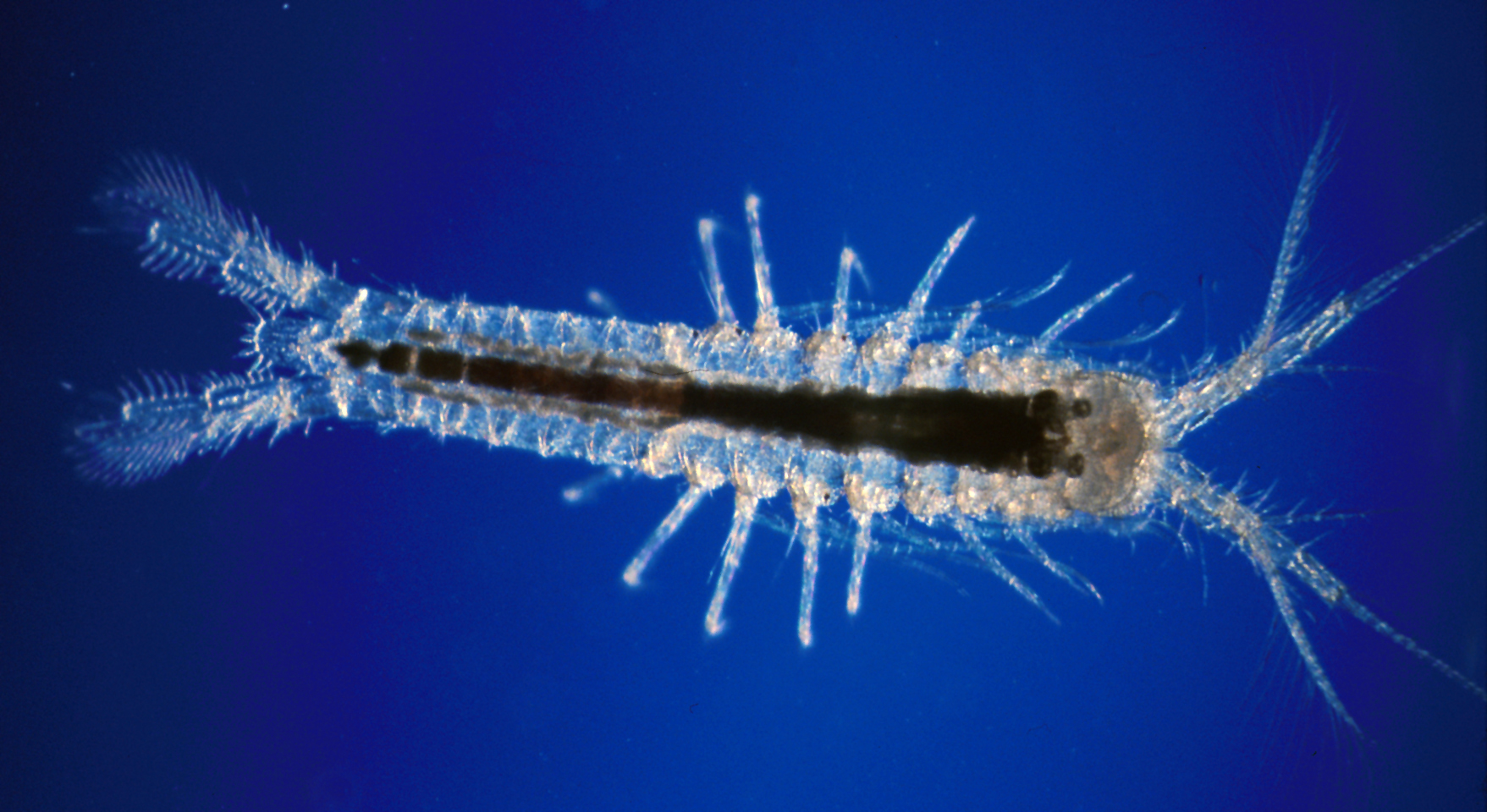
Mictocaris halope (Mictacea)
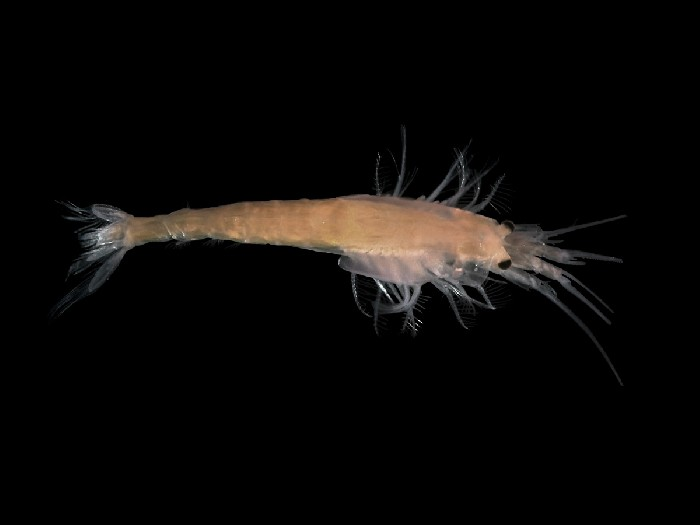
Gastrosaccus spinifer (Mysida)
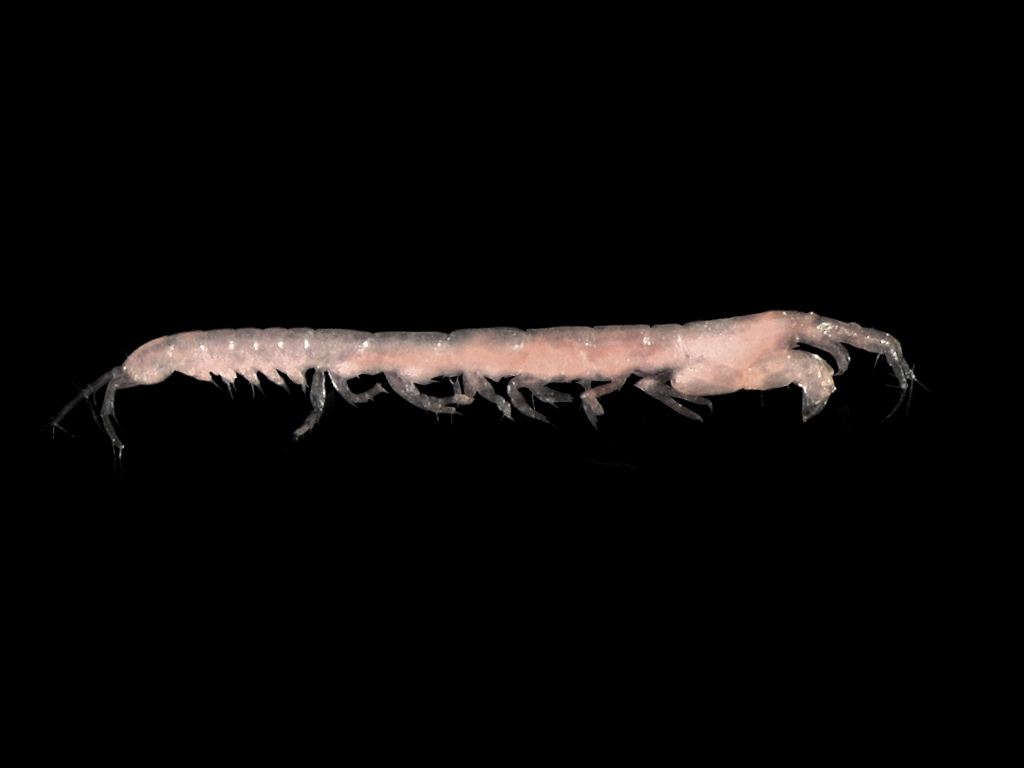
Tanaissus lilljeborgi (Tanaidacea)
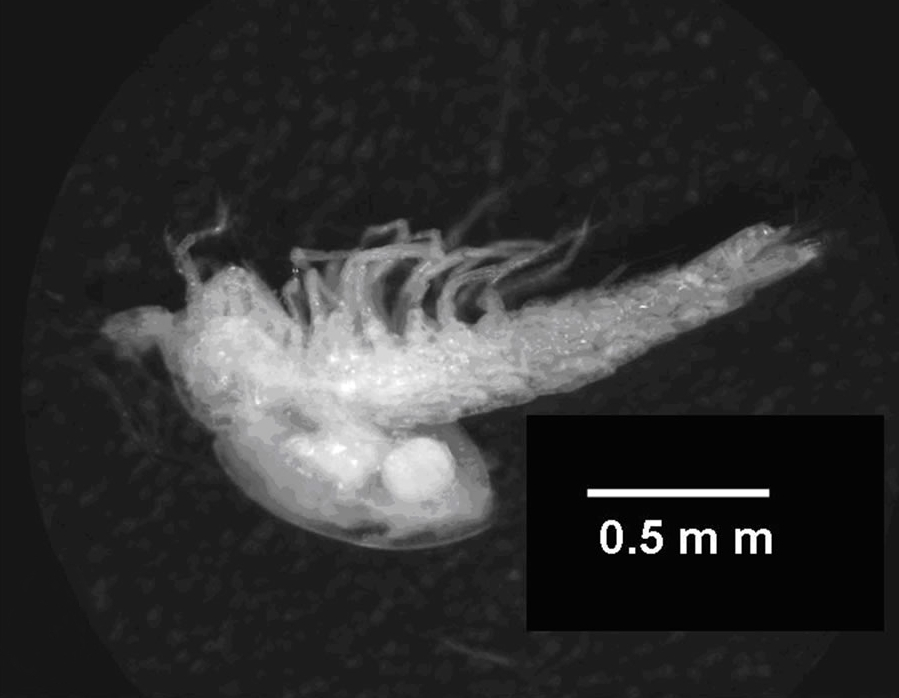
Tethysbaena ophelicola (Thermosbaenacea)

## Publication originale
- Calman, 1904 : On the Classification of the Crustacea Malacostraca. Annals and Magazine of Natural History ser. 13, vol. 74, p. 144–158 (texte intégral).